# Hidalgo del Manto
Hidalgo del Manto är en ort i Mexiko.   Den ligger i kommunen Chalchihuites och delstaten Zacatecas, i den centrala delen av landet, 600 km nordväst om huvudstaden Mexico City. Hidalgo del Manto ligger 2 276 meter över havet och antalet invånare är 373.
Terrängen runt Hidalgo del Manto är kuperad åt sydost, men åt nordväst är den platt. Terrängen runt Hidalgo del Manto sluttar söderut. Runt Hidalgo del Manto är det glesbefolkat, med 15 invånare per kvadratkilometer. Närmaste större samhälle är Jiménez del Teul, 12,5 km sydost om Hidalgo del Manto. Omgivningarna runt Hidalgo del Manto är i huvudsak ett öppet busklandskap.